# Entropia Universe
Pour les articles homonymes, voir Entropia.
Entropia Universe est une plateforme de jeu en ligne massivement multijoueur créée par la compagnie suédoise Mindark (en) et sortie le 30 janvier 2003. Cette plateforme permet à toute société de créer son propre monde virtuel. Elle est actuellement constituée de cinq planètes et de quatre astéroïdes, d'autres étant en cours de développement.
Le métavers dans lequel évoluent les joueurs possède une économie réelle, dans laquelle la monnaie virtuelle (le PED, ou Project Entropia Dollar) peut être convertie en vrais dollars, sur la base de 10 PED = 0,9 USD (frais de retrait de 10 % inclus) et 1 USD = 10 PED.

## Concept
Alors que des jeux comme World of Warcraft utilisent un monde par serveur, c'est-à-dire que chaque monde est hébergé par un serveur, ce qui en limite le nombre de joueurs et impose des serveurs par langue ou role play, Mindark a mis en œuvre un système en grape : plusieurs serveurs s'occupent de chaque planète en se répartissant des parcelles de terrain, ce qui permet aux utilisateurs d'être constamment réunis[réf. nécessaire]. Le changement de serveur n'est pas visible.

## Environnement

### Planet Calypso
Pour les articles homonymes, voir Calypso (homonymie).
Le participant, dans un futur lointain, rentre dans la peau d'un colon qui doit se développer sur la planète Calypso. Il évolue sur ses deux continents, Eudoria et Amethera, peuplés de dangereuses créatures (ou mob) mais également riches en minerais et énergies, les deux pouvant potentiellement être exploités et devenir sources de revenus. La planète Calypso est également pourvue de son propre système d'enchères accessible dans chaque ville où l'on peut acheter armes, outils et ressources mis en vente par d'autres joueurs. Un large éventail de professions s'offrent au joueur dans lesquelles il doit acquérir des compétences pour évoluer.
Des soc (Société) sont accessibles aux débutants via des terminaux « SocTerm » ou ils peuvent postuler à ces sociétés, beaucoup de soc sont francophones (facilement identifiables par leur nom).
Pour postuler à une société, ne pas le faire directement via le SocTerm mais contacter un des membres de cette soc et voir si les aspirations de cette soc correspond à votre demande. Ensuite postuler.

### Les autres planètes
Peu d'informations ont filtré concernant les futures planètes. Chacune d'entre elles a sa propre thématique et est créée par d'autres sociétés, mais elles sont hébergées par Mindark. On en recense actuellement neuf dont plusieurs sont déjà disponibles :
- ROCKtropia[2] ;
- Next Island[3] ;
- Planet Cyrene ;
- Planet Toulan ;
- Planet Arkadia[4].

ROCKtropia a ouvert ses portes le 6 avril 2010. Elle est créée par les studios NEVERDIE appartenant à Jon Jacobs, alias NEVERDIE, célèbre avatar d'Entropia Universe.
La planète est sur le thème de la musique et permet aux artistes de promouvoir leur musique via une radio live. ROCKtropia est accessible par voyage dans l'espace. Les terrains, les monstres et certains outils sont inhérents à ROCKtropia mais peuvent être vendus ou transportés sur Calypso.

## Mises à jour importantes d'Entropia Universe
Entropia Universe est passé au CryEngine 2 le 17 août 2009. Depuis, les graphismes du jeu sont de nouvelle génération et beaucoup d'améliorations sont encore prévues. Depuis la mise à jour 10.0, la planète Calypso a beaucoup changé. Les anciens joueurs de Planet Calypso (précédemment nommée « Entropia Universe ») ont la possibilité de recréer leur personnage tout en conservant l'argent et les compétences obtenus jusqu'à maintenant.
La mise à jour 11.0 intègre une nouvelle planète nommée ROCKtropia. La mise à jour 11.2.0 intègre un système de véhicules permettant aux joueurs de se déplacer plus rapidement, seuls ou à plusieurs, sur les différentes planètes. La Mise à jour 12.0 intègre l'espace, grâce à de nouveau véhicule de transport.

## Divers
La communauté de joueurs de Planet Calypso compte plus de 725 000 participants enregistrés (mise à jour du 21 mai 2008) provenant de plus de 220 pays, avec une moyenne de 600 personnes connectées à n'importe quel moment de la journée. Entropia Universe est entré dans le livre Guinness des records en 2004, pour l'objet virtuel le plus cher de l'histoire. Cette somme a été dépassée le 29 décembre 2009, avec l'achat de la station Crystal Palace pour la somme de 330 000 $.
Le 10 novembre 2010, ce record est à nouveau dépassé avec l'achat d'un astéroïde pour la somme de 335 000 $.
Entropia Universe a été utilisé pour la fiction participative La vérité sur Marika (en). La production a en effet créé des avatars pour chaque personnage de la série télévisée, et les participants pouvaient chercher des indices directement sur la plateforme d'Entropia. La vérité sur Marika remporta un Emmy Award en 2008, ce qui fait d'Entropia Universe le premier monde virtuel à avoir contribué à un Emmy Award.

## Évolution du personnage
Pour faire évoluer leurs personnages, les joueurs peuvent pratiquer différentes activités.

### Activités gratuites
- « Sweating » (récolter la sueur des créatures locales et la vendre) ;
- Récolte de barils de pétrole brut virtuels gratuits en zone très dangereuse joueurs contre joueurs ;
- Recherche de fruits, bouses et cailloux ;
- Commerce ;

### Activités payantes
- Chasse ;
- Exploitation minière et énergétique ;
- « Mentoring » (accueil des débutants, permettant de gagner des récompenses)[8] ;
- Artisanat.

En pratiquant ces activités, les joueurs améliorent leurs compétences.

## Jeu gratuit ou payant?
Il est par défaut gratuit : téléchargement, temps de connexion (hors frais normaux de connexion Internet), jeu.
Du matériel de départ est également fourni au personnage du joueur lors de l'apprentissage.

### Gratuité virtuelle
L'utilisation de tout objet l'endommage : mettre ou enlever un vêtement l'endommage, jusqu'aux chaussures qui s'usent en se déplaçant.
Tout est réparable (exception des objets limité marqués "L") à un terminal de réparation.
À noter que la réparation d'un objet va jusqu'au prix de l'objet en lui-même. Ce qui revient à le racheter.
Les munitions des armes sont à acheter, les armes de corps à corps s'usent, les armures et les vêtements s'endommagent.
C'est ce principe qui donne la limite de la gratuité au jeu.

### Jeu payant
Généralement les jeux massivement multijoueurs comme World of Warcraft nécessitent un abonnement mensuel. Le principe financier de Project Entropia/Entropia Universe est un abonnement optionnel réglable au jour près. Il peut ainsi payer l'équivalent d'un abonnement, plus ou moins s'il le désire et quand il le désire.

### Retours aux joueurs
À la différence des autres jeux massivement multijoueurs en ligne dont les gains de l'entreprise par les abonnements ou les achats de biens virtuels ou de services virtuels restent un gain de l'entreprise, Mindark (en) retourne 80% des gains aux joueurs, de manière tout à fait aléatoire.
Cet aléatoire donne un effet "casino" au jeu où le joueur peut tout perdre comme tout gagner. Sont de grands nombres d'exemples officiels de succès: comme un fils et sa mère qui ont gagné 35 000 $USD en fabriquant des armes virtuelles, un autre a revendu 635 000 $USD une station spatiale achetée 100 000 $, comme d'exemples de succès non évoqués mais rencontrés en jeu comme un joueur ayant payé 4 000 $USD de frais d'avocats et de procédures énormes pour son divorce grâce au jeu.
Mais à noter aussi le plus grand nombre de joueurs pensant y trouver richesse qui y ont laissés tous leurs premiers deniers.

### Jeu de luxe
Bien que certains disent que Project Entropia/Entropia Universe est un MMO standard et gratuit, son principe filtre rapidement les joueurs et le dédie aux gens aisés, les plus modestes abandonnent rapidement, jusqu'à quelques semaines de tentatives pour les plus déterminés.

### Sécurité bancaire
Mindark (en) est détenteur d'une licence bancaire qu'il a obtenu après plusieurs années à l'issue de preuves de son sérieux et d'investigations poussées par les autorités compétentes.
Les joueurs peuvent depuis obtenir une carte de retrait bancaire "ATM Withdrawal Card", permettant de retirer de l'argent réel dans les distributeurs automatiques de billets.
Également, les joueurs peuvent acheter une Gold Card, bien que gratuite pour ceux ayant 5000 PED (500 $USD) sur leur compte. Cette Gold Card est fournie avec un générateur de code unique, qui, connecté à elle donne un numéro sécurisé aléatoire permettant au joueur d'accéder à son compte, augmentant ainsi la sécurité électronique du compte et des fonds au niveau des normes internationales de la sécurité bancaire.